# HD 58526
HD 58526，又名BD-05 2112，SAO 134654、HR 2833，是一颗恒星，视星等为5.97，位于銀經222.02，銀緯4.97，其B1900.0坐标为赤經7h 20m 56.3s，赤緯-5° 4.97′ 36″。